# Cardo
|  | Per a altres significats, vegeu «Cardo (sèrie de televisió)». |

El cardo (nom llatí) era el carrer que anava en sentit nord-sud a les ciutats romanes basades en un esquema urbanístic ortogonal, és a dir dividides en blocs o illes quadrangulars uniformes, en particular pel que fa a les fundacions colonials.

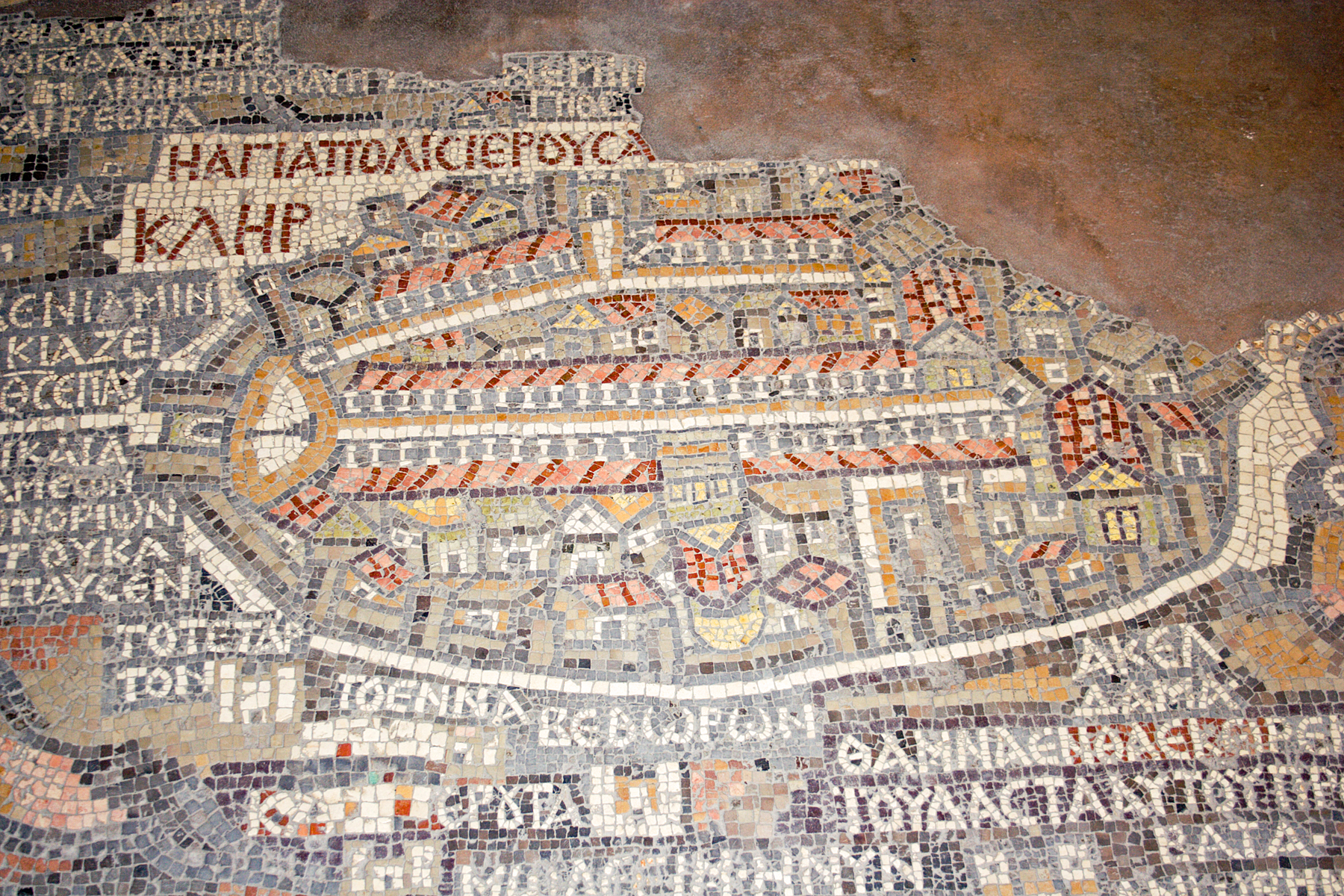
Mosaic de Madaba amb la representació de Jerusalem, on es veu clarament representat el cardo maximus de la ciutat romana

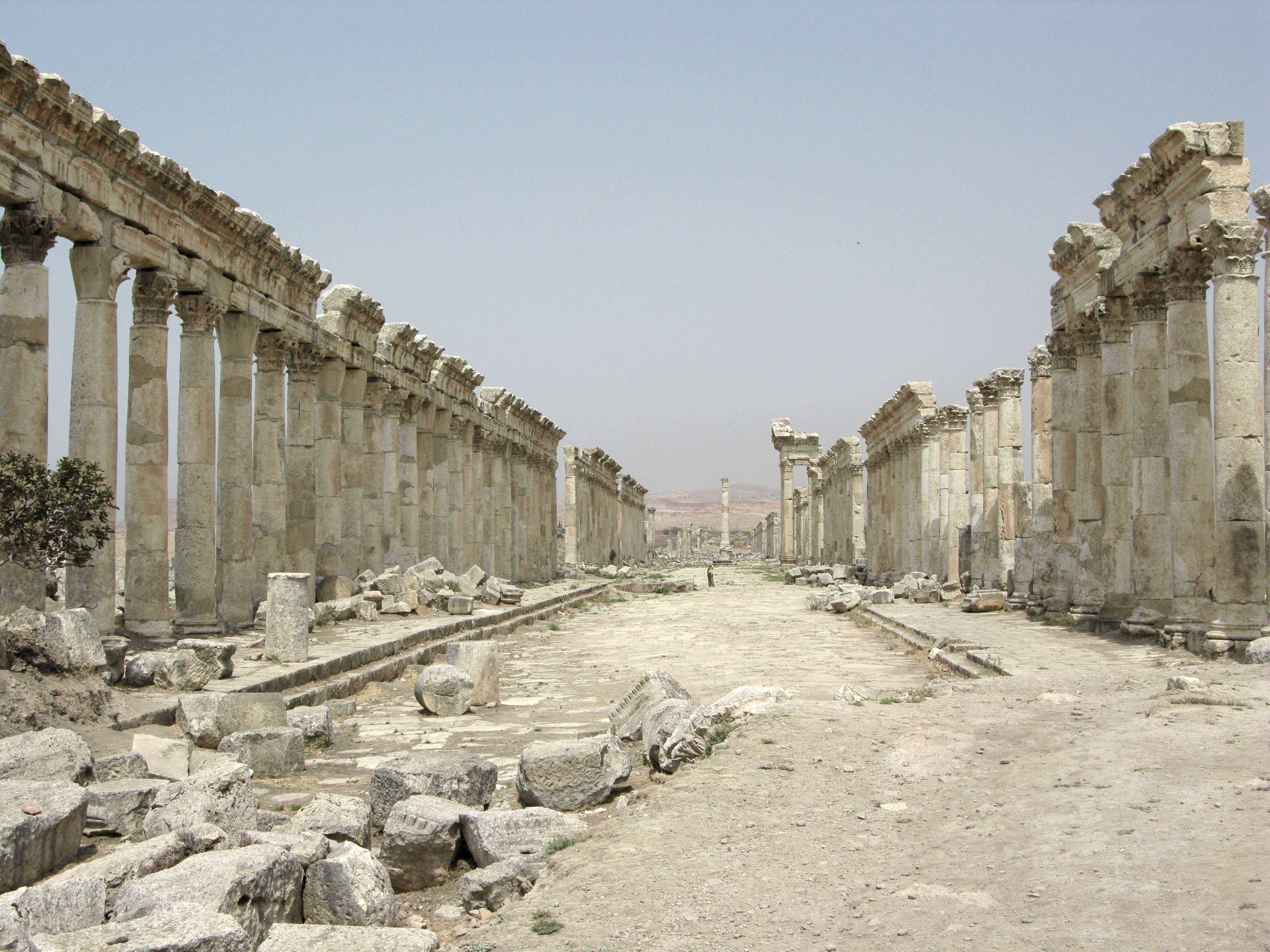
El cardo maximus d'Apamea, amb la columna al fons que indica la intersecció amb el decumanus

El terme, de fet, s'utilitzava per indicar una delimitació en sentit nord-sud en la centuriació romana, és a dir la divisió del territori d'una colònia en lots que s'assignaven als colons individualment. L'orientació segons els punts cardinals, però, podia ser modificada per tal de configurar la centuriació al llarg d'una gran via de comunicació preexistent o bé un element geogràfic important, com per exemple el curs d'un riu. Amb la mateixa orientació de la centuriació, doncs, es configurava també la subdivisió de la ciutat en illes de cases (insulae).
L'eix principal de la centuriació i de l'urbanisme ciutadà era el cardo maximus, que s'encreuava en angle recte amb el decumanus maximus, l'eix principal que anava en direcció est-oest. Al punt de trobada del cardo i del decumanus principals quasi sempre hi havia el fòrum, la plaça major de la ciutat.
Aquests carrers també s'anomenaven així en l'àmbit dels campaments romans o castra, a la intersecció dels quals, però, no hi havia el fòrum, sinó el pretori (praetorium), és a dir la tenda del comandant. De fet, d'alguns campaments importants situats en posicions estratègiques han nascut algunes de les principals ciutats europees, com ara Viena o Torí; a Catalunya n'és un exemple Sant Cugat del Vallès, derivat del Castrum Octavianum romà.